# Приздрияна
Приздрияна или Призренското кале е средновековен град, съществувал до днешния Призрен на хълма досами града над река Призренска Бистрица. Построен е от византийците като погранично укрепление след падането на Първата българска държава под византийска власт (1018).

## История
Крепостта е построена на стратегическо място за охрана на керванския път, свързващ Адриатическото крайбрежие и Шкодра посредством долината на Дрин с Полога и Македония. За първи път крепостта под името Приздрияна се споменава в грамота от 1019 г. на Василий II Българоубиец.
Тук е прогласено възстановяването на българската държавност при въстанието на Георги Войтех през 1072 г. След възстановяване на българската държавност е в границите на Втората българска държава от 1204 г.
След смъртта на Коломан I Асен е във владение на Никейската империя и на възстановената повторно Византия (1261).
Стефан Милутин, сключвайки брак с Анна Тертер, започва македонската си военна кампания. След приключването ѝ през 1299 г. по силата на мирния договор между Рашка и Византия Призрен е включен във владенията на Стефан Милутин. Неговият внук Стефан Душан разширява крепостта и я прави заедно с околния средновековен комплекс столица на своето царство.
Стефан Душан изгражда в района средновековен комплекс който се състои от манастира „Свети Архангели“ и обграждащата и охраняваща го крепост Призренец. След смъртта на цар Стефан Урош на 4 декември 1371 година с последвалото я разпадане на Душановото царство, крепостта ведно с околния комплекс преминава под властта на крал Вълкашин Мърнявчевич, а по-сетне и на Крали Марко.
През 1376 кратковременно попада под властта на черногорската управляваща династия Балшичи. Впоследствие е в патримониума на косовския владетел Вук Бранкович (Вълкашин Бранков) от династията Бранковичи (Бранкови) по произход от Охрид.
През 1433 година крепостта е упомената като пустеещо място. Има спорове в историографията дали градът крепост пада окончателно под османско владичество на 21 юни 1455 или това става ведно с владенията на Бранковичи през 1459 г.
По време на османското владичество крепостта се ползва за оръжеен склад, а днес е в руини.

## Укрепление
Укрепеното място на крепостта има неправилна форма, следваща извивките на релефа на платото над река Призренска Бистрица. Крепостта се състои от 2 обособени части – източен Голям град и югозападен Висок/а/ град /част/ (охранително и известяващо укрепление).